# 학성역
학성역(Hakseong station, 鶴城驛)은 옛 장항선의 철도역이었다. 이 역이 위치한 죽산2리는 교통이 불편한 지역이기 때문에 이용객이 어느정도 유지되는 편이었지만 통일호 열차가 폐지되면서 이용객이 급감하여 2006년 11월 1일에 여객열차 운행이 중지되었다. 2007년 12월 21일 장항선 이설공사 준공과 함께 이듬해 1월 1일 폐역이 되었다.

## 역명 유래
역 부근에 위치한 산 이름이 학성산이라서 여기에서 유래하였다.

## 역사
- 1922년 6월 15일 : 영업 개시[2]
- 일자 불명 : 폐역
- 1966년 1월 21일 : 무배치간이역으로 영업 재개[3]
- 1967년 9월 1일 : 을종승차권 대매소로 지정[4]
- 1979년 2월 1일 : 보통역으로 승격 및 역사 준공
- 1997년 6월 1일 : 배치간이역으로 격하[5]
- 1998년 12월 1일 : 장항선 전구간 비둘기호 운행중단
- 2004년 4월 1일 : 장항선 통일호 운행중단
- 2004년 12월 10일 : 무배치간이역으로 격하 및 철도승차권 단말기 철거[6]
- 2006년 11월 1일 : 여객취급 중지
- 2008년 1월 1일 : 장항선 이설에 따라 폐역[7]

## 참고 문헌
1. ↑  현재의 신창면은 과거 학성면이었다. 학성면이었을 때 이 역이 위치한 지역인 선장면과 인접한 큰 산이라는 설도 있다.
2. ↑  조선총독부관보 휘보 사설철도운수영업개시 (1922.06.21)
3. ↑  대한민국관보 철도청 고시 제209호(1966.01.17)
4. ↑  대한민국관보 철도청 고시 제351호 (1967.08.29)
5. ↑  철도청고시 제1997-27호, 1997년 5월 22일.
6. ↑  철도청고시 제2004-42호, 2004년 11월 29일.
7. ↑  대한민국관보 건설교통부 고시 제2007-618호 (2007.12.31)